# Chasmocephalon neglectum
Chasmocephalon neglectum är en spindelart som beskrevs av O. Pickard-Cambridge 1889. Chasmocephalon neglectum ingår i släktet Chasmocephalon och familjen Anapidae.
Artens utbredningsområde är Western Australia. Inga underarter finns listade i Catalogue of Life.